# Ingo Grevenmeyer
Ingo Grevenmeyer (1 de enero de 1967) es un deportista alemán que compitió para la RFA en remo. Ganó una medalla de bronce en el Campeonato Mundial de Remo de 1989, en la prueba de ocho con timonel ligero.

## Palmarés internacional
| Campeonato Mundial | Campeonato Mundial | Campeonato Mundial | Campeonato Mundial      |
| Año                | Lugar              | Medalla            | Prueba                  |
| ------------------ | ------------------ | ------------------ | ----------------------- |
| 1989               | Bled (Yugoslavia)  | Medalla de bronce  | Ocho con timonel ligero |